# MGARP
MGARP (англ. Mitochondria localized glutamic acid rich protein) – білок, який кодується однойменним геном, розташованим у людей на 4-й хромосомі. Довжина поліпептидного ланцюга білка становить 240 амінокислот, а молекулярна маса — 25 390.
| 10         |  | 20         |  | 30         |  | 40         |  | 50         |
| ---------- |  | ---------- |  | ---------- |  | ---------- |  | ---------- |
| MYLRRAVSKT |  | LALPLRAPPN |  | PAPLGKDASL |  | RRMSSNRFPG |  | SSGSNMIYYL |
| VVGVTVSAGG |  | YYAYKTVTSD |  | QAKHTEHKTN |  | LKEKTKAEIH |  | PFQGEKENVA |
| ETEKASSEAP |  | EELIVEAEVV |  | DAEESPSATV |  | VVIKEASACP |  | GHVEAAPETT |
| AVSAETGPEV |  | TDAAARETTE |  | VNPETTPEVT |  | NAALDEAVTI |  | DNDKDTTKNE |
| TSDEYAELEE |  | ENSPAESESS |  | AGDDLQEEAS |  | VGSEAASAQG |  |            |

A: Аланін

C: Цистеїн

D: Аспарагінова кислота

E: Глутамінова кислота

F: Фенілаланін

G: Гліцин

H: Гістидин

I: Ізолейцин

K: Лізин

L: Лейцин

M: Метіонін

N: Аспарагін

P: Пролін

Q: Глутамін

R: Аргінін

S: Серин

T: Треонін

V: Валін

Локалізований у мембрані, мітохондрії, зовнішній мембрані мітохондрій.